# Reboly

Commune de Repola sur la carte du raïon de Mujejärvi.

Reboly ou Repola (en russe : Реболы, en carélien : Rebol’a, en finnois : Repola) est une localité rurale du raïon de Mujejärvi en république de Carélie, en Russie. La localité se trouve sur la rive nord-ouest du lac Leksozero. 

## Géographie
La commune de Repola a une superficie de 336,2 km2.
La plus grande partie est couverte de forêts et d'eau.
La commune comprend les villages de Repola, de Kolvasjärvi (russe : Kolvasozero) et d'Omelia (russe : Jemeljanovka).

## Démographie
Recensements (*) ou estimations de la population
| 1989* | 2009 | 2010 | 2013 |
| ----- | ---- | ---- | ---- |
| 1 205 | 964  | 858  | 842  |

Selon le recensement de 2010, 54 % des habitants sont Russes, 19 % Caréliens, 17 % Biélorusses et 5 % Ukrainiens.

## Histoire
Reboly est devenu un problème dans les relations russo-finlandaise en août 1918, huit mois après la déclaration d'indépendance de la Finlande, lorsque les populations de Reboly et de la paroisse voisine de Porajärvi revendiquent leur annexion au nouvel État.
À la suite de cette demande l'armée finlandaise occupe le village au mois de septembre 1918.
En 1920, par le traité de Tartu, la Finlande renonce à ses prétentions sur Reboly et Porajärvi en échange de la région de Petsamo dans l'extrême nord.
Cependant les habitants des deux villages ne renoncent pas à leur revendication et commencent en 1921 une rébellion contre les Soviétiques en formant un mouvement de résistance appelé Metsäsissit (littéralement "les guérilleros de la forêt"). Rejoints par des bénévoles venus de Finlande, ils parviennent à conquérir une grande partie de l'est de la Carélie.
Les Soviétiques ripostent en 1922, les derniers "guérilleros" se retirent alors en Finlande.
Au cours des négociations précédant la guerre d'hiver, Joseph Staline propose l'échange de Reboly et de Porajarvi contre une zone dans l'isthme de Carélie.
L'offre fut rejetée.
Reboly fut occupé de 1941 à 1944 par la 14e division finnoise durant la guerre de continuation avant d'être récupéré par les forces soviétiques.

## Climat
| Mois                     | jan.  | fév.  | mars | avril | mai  | juin | jui. | août | sep. | oct. | nov. | déc. | année |
| ------------------------ | ----- | ----- | ---- | ----- | ---- | ---- | ---- | ---- | ---- | ---- | ---- | ---- | ----- |
| Température moyenne (°C) | −10,8 | −10,5 | −5,4 | 0,4   | 7,2  | 13,2 | 16   | 13,2 | 8,4  | 2,4  | −4,4 | −8,6 | 1,8   |
| Humidité relative (%)    | 81,2  | 80,2  | 75,9 | 67,1  | 65,7 | 66,4 | 71,1 | 76,9 | 80,7 | 84,2 | 84,6 | 83,4 | 76,4  |